# António José Viana da Silva Carvalho
António José Viana da Silva Carvalho (Lisboa, Rua do Patrocínio, n.º 94, 15 de Março de 1858 - Lisboa, Rua do Patrocínio, n.º 94, 28 de Abril de 1931), bacharel em Direito, historiador, membro da Academia Real das Ciências de Lisboa, foi um dos principais estudiosos do período que antecedeu e se seguiu à Revolução Liberal de 1820 e do papel nele desempenhado pelo seu avô, José da Silva Carvalho. António Viana manteve sempre uma grande ligação com a terra de origem dos seus antepassados do lado materno - Vila Dianteira.

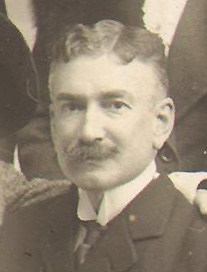
António José Viana da Silva Carvalho

## Biografia
António Viana era filho de João António Viana, fidalgo-cavaleiro da Casa Real, deputado, comendador da ordem de Nossa Senhora da Conceição de Vila Viçosa, e de Camila Adelaide da Silva Carvalho, filha do estadista José da Silva Carvalho.
Estudou na Universidade de Coimbra onde concluiu, aos 21 anos, o curso de Direito. Os anos que se seguiram deve-os ter dedicado a estudar o vasto espólio documental do seu avô José da Silva Carvalho, obreiro da Revolução de 1820, ministro de D. João VI, D. Pedro IV, D. Maria II e primeiro Presidente do Supremo Tribunal de Justiça, estudo esse que culminou na publicação da monumental obra biográfica, de recolha de correspondência e de estudo da época liberal, intitulada José da Silva Carvalho e o seu Tempo, publicada em 3 volumes, entre 1891 e 1894, pela qual foi proposto por Oliveira Martins (entre outras personalidades) para sócio correspondente da Academia Real das Ciências.
Politicamente, era próximo do Partido Regenerador Liberal e de João Franco (1855-1929), com quem se correspondeu durante o exílio deste em 1908.
Herdeiro de uma vasta fortuna, "não descuidou, contudo, de se entregar ao trabalho, e foi director da Associação de Agricultura Portuguesa, membro do conselho fiscal da Companhia das Lezírias, secretário da Liga da Paz, director da instituição das Cozinhas Económicas" e, ainda, secretário, "durante vinte e quatro anos (eventualmente até à sua morte, em 1931), da Sociedade das Casas de Asilo da Infância Desvalida".

No campo da poesia publicou duas obras: "Tobias" (Estoril, Outono de 1899; Lisboa, 1901) e "Flores de Outono" (1922). António Viana dedicava um amor extremo a sua mãe, tendo o seu falecimento em 1886 prostrado-o em profunda amargura. Em 1894, aos 36 anos, casa-se com Laura de Soares Franco Schröter, de 19 anos, que viria a «ocupar-lhe no coração o lugar vago pela morte de sua mãe, Camila Adelaide». "Tobias" dedicou-o a sua esposa, "Flores de Outono" à memória de sua mãe.

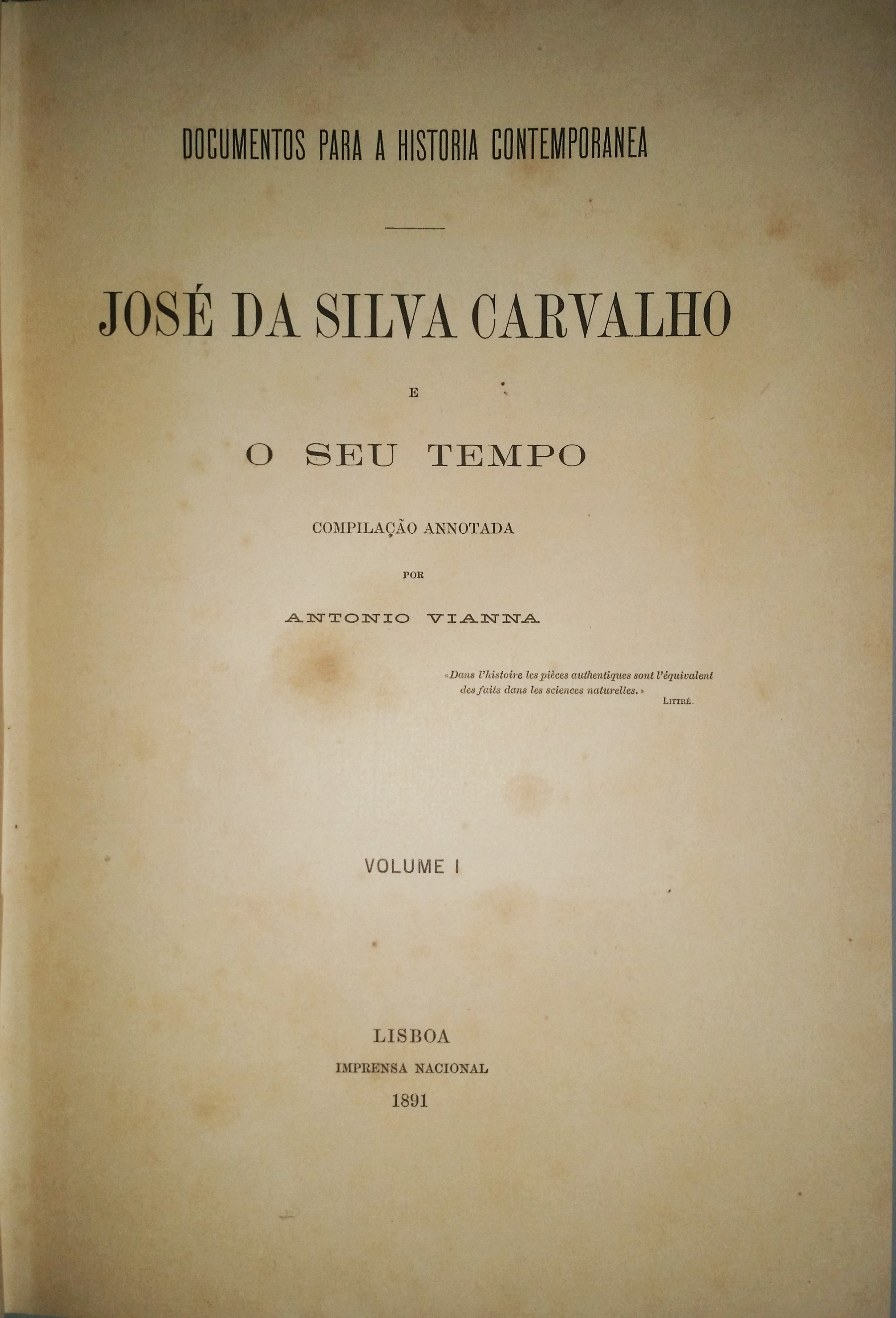
José da Silva Carvalho e o seu Tempo - António Viana

António Viana, a sua esposa e as suas duas filhas (Maria Camila e Maria da Assunção) passavam uma parte das férias na sua casa em Vila Dianteira, freguesia de São João de Areias, concelho de Santa Comba Dão, que herdou do seu avô José da Silva Carvalho e na qual levou a cabo diversos melhoramentos, nomeadamente mandando construir uma bela fonte em cantaria numa nascente pública, mas que servia também a sua casa.

## Poemas
Poema que abre o livro Flores de Outono, p. 9, de 1922, e que acreditamos ter sido inspirado na aldeia de Vila Dianteira:
Inspiração
(À memória de minha Mãe)
Montes da minha aldeia, tão formosa,         
Que as águas do Mondego ides guiando         
Para onde triste fonte está chorando         
A morte d'uma amante desditosa!
Aqui passou a infância descuidosa
Aquela que estou sempre recordando;
Aqui as tenras mãos uniu rezando,
À hora do sol posto silenciosa.
O mesmo sino ouviu que estou ouvindo;     

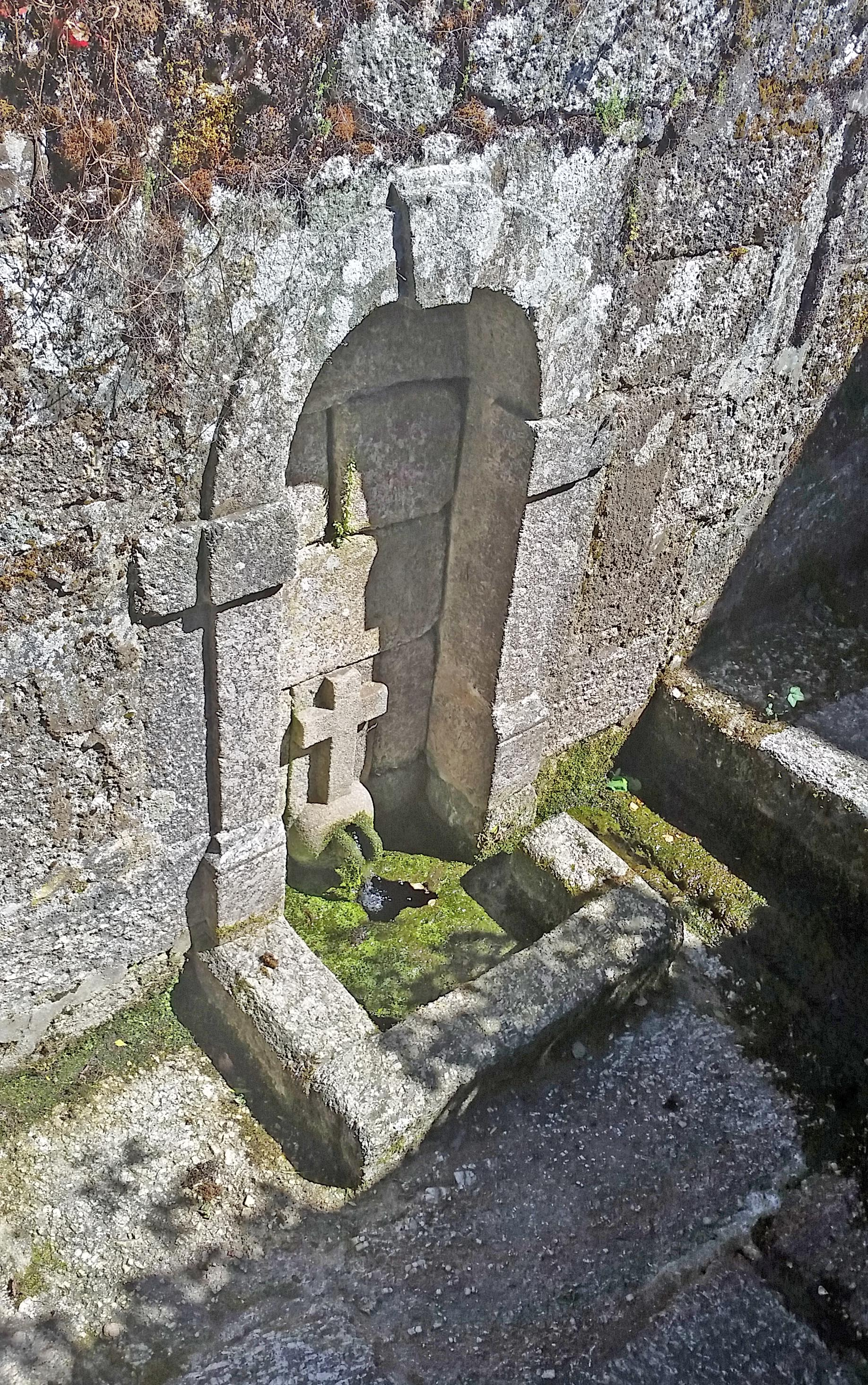
Fonte mandada edificar pelo Dr. António Viana em Vila Dianteira, provavelmente em finais do séc. XIX.

Por estes mesmos vales discorrendo,         
Memória aqui deixou que estou sentindo.
Quem sabe, doce mãe, se me estais vendo?         
Quem sabe se do Céu me estais sorrindo,         
E os versos me inspirais que vou escrevendo?

## Obras publicadas
.  José da Silva Carvalho e o seu tempo, 3 vols., Imprensa Nacional, Lisboa, 1891-1894, 511 pp., 513 pp. e 211pp.
. Tobias, poesia, versão do conto bíblico, com duas ilustrações por Columbano (Estoril, Outono de 1899), Livraria Ferin, Lisboa, 1901, 47 pp.
. Apontamentos para a história diplomática contemporânea - vol. I, A Revolução de 1820 e o Congresso de Verona, Livraria Ferin, Lisboa, 1901, 381 pp.
. Introdução aos apontamentos para a história diplomática contemporânea, Livraria Ferin, 1907, 182 pp.
. Apontamentos para a história diplomática contemporânea - vol. II, A Emancipação do Brasil, Tipografia do Anuário Comercial,, Lisboa, 1922, 545 pp.
. Flores de Outono, poesias, Imprensa Nacional de Lisboa, Lisboa, 1922, 80 pp.
. Apontamentos para a história diplomática contemporânea - vol. III, A Carta e a Reacção, Gráfica Santelmo Lda, Lisboa, 1958, 299 pp.